# Beňadovo
Beňadovo je obec na Slovensku v okrese Námestovo ležící na úpatí Oravských Beskyd.

## Historie
První písemná zmínka o obci pochází z roku 1663. V obci se nachází římskokatolický kostel svatého Josefa robotníka.

## Geografie
Obec se nachází v nadmořské výšce 763 metrů a rozkládá se na ploše 6,7 km². K 31. prosinci roku 2017 žilo v obci 763 obyvatel.